# Nikolai Pawlowitsch Ignatjew

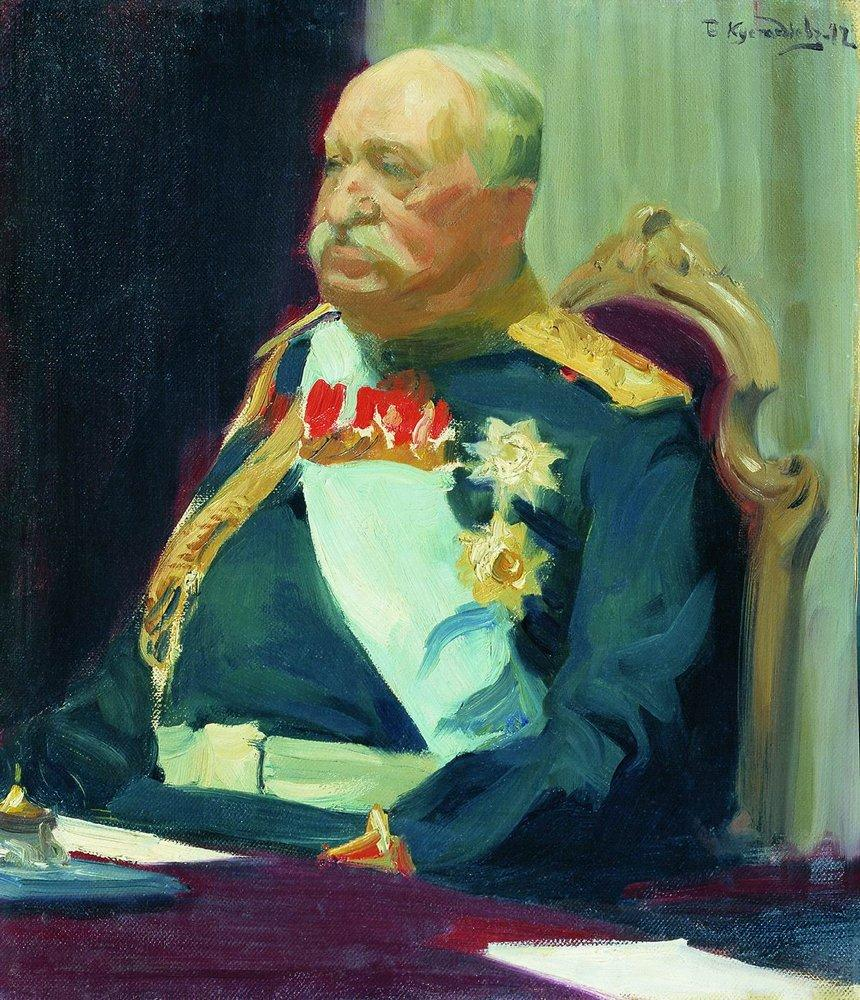
Studie zum Porträt des Nikolai Pawlowitsch Ignatjew v.
Boris Michailowitsch Kustodijew

Nikolai Pawlowitsch Ignatjew (russisch Николай Павлович Игнатьев) (* 17. Januarjul. / 29. Januar 1832greg. in Sankt Petersburg; † 20. Junijul. / 3. Juli 1908greg. in Krupoderinzy, Berditschewski Ujesd, Gouvernement Kiew) war ein General der russischen Armee und russischer Diplomat.

## Leben
Sein Großvater entstammte der alten georgischen Adelsfamilie der Ignatishvili.
Ignatjew wurde zunächst im Pagenkorps erzogen, trat dann in die Garde ein und nahm später am Krimkrieg teil, ehe er 1856 Militärattaché in London und Paris wurde. Er wurde dann dem Gouverneur von Ostsibirien, General Murawjow, als diplomatischer Beirat zugeteilt. Hier erreichte er von China im Vertrag von Aigun am 28. Mai 1858 die Abtretung des Gebiets am Amur, die in den 1960er Jahren während des chinesisch-sowjetischen Zerwürfnisses wieder umkämpft war. Auch schloss Ignatjew vorteilhafte Handelsverträge mit Chiwa und Buchara. 
Er wurde kurze Zeit zum Gesandten in Peking bestellt und schloss auch dort einen günstigen Handelsvertrag mit dem Kaiserreich (1860). 1863 kehrte er zurück und wurde zum Direktor des Asiatischen Departements und 1864 zum russischen Gesandten in Konstantinopel ernannt. 
Seine Begünstigung des Aufstandes auf Kreta 1866 sorgte für die Zurückweisung einer griechischen Beteiligung bei der Beilegung. Darüber hinaus ergriff er im erbittert geführten Kirchenstreit zwischen Griechenland und Bulgarien ganz entschieden Partei für die Bulgaren. Beides führte zu einer lange anhaltenden Abwendung der Griechen von Russland. Dadurch ist seine Amtsführung in der Geschichte der russischen Orientpolitik folgenreich geworden. 
1875 und 1876 war Ignatjew bestrebt, die Interessen der Bosnier und Bulgaren abermals zu begünstigen und die Politik des Osmanischen Reiches unter Midhat Pascha zu bekämpfen. Nach der Konferenz der Großmächte im Dezember 1876 und Januar 1877 wurde er zeitweise abberufen und unternahm während dieser Zeit eine Rundreise an die Höfe Europas, um die europäischen Mächte in der Auseinandersetzung mit dem Osmanischen Reich russlandfreundlich zu stimmen. Seine diesbezüglichen Aktivitäten kulminierten im Ausbruch des Russisch-Türkischen Krieges 1877–1878. Auch der durch den Berliner Kongress später wesentlich modifizierte Vertrag von San Stefano (3. März 1878) war hauptsächlich das Werk Ignatjews. 
Unmittelbar nach der Thronbesteigung des Zaren Alexander III. wurde Ignatjew zum Minister der Domänen und am 1. Mai 1881 zum Innenminister ernannt. Er versuchte, seine neue Stellung im Sinne der nationalen Partei auszunutzen. Seine Teilnahmslosigkeit bei den Übergriffen auf die Juden brachte ihm jedoch die Kritik Michail Katkows ein, die im Juni 1882, unmittelbar nach Inkrafttreten der Maigesetze, schließlich zu Ignatjews Entlassung führte. Ab 1888 war er Präsident der Slawischen Wohltätigkeitsgesellschaften. Sein Neffe Alexei Alexejewitsch Ignatjew schlug ebenfalls eine militärische und diplomatische Laufbahn ein.
Graf Nikolai Pawlowitsch Ignatjew verstarb am 20. Juni/3. Juli 1908 in seinem Gutshof in Krupoderinzy (damals im Berditschewski Ujesd des Gouvernements Kiew). Die sterblichen Überreste des Grafen wurden ebenfalls dort bestattet.
Sein Urenkel ist der kanadische Politiker und Historiker Michael Ignatieff.

## Geopolitische Ansichten
Graf Nikolai Pawlowitsch Ignatjew war ein Gegner europäischer Konferenzen und Kongresse, weil seiner Meinung nach in ihnen stets die antirussischen Ansichten die Oberhand gewinnen. Er betrachtete das alte Österreich als einen natürlichen Verbündeten, aber das dualistische Österreich-Ungarn dagegen als einen natürlichen Widersacher, gegen welchen der Kampf auf Leben und Tod unabwendbar sei. Graf Ignatjew verurteilte das zynisch-freche Gebaren Andrássys gegenüber Russland. Der Graf warf dem Außenminister Fürst Gortschakow seinen Glauben ins europäische Konzert vor und riet stattdessen zum Aufbau einer starken Flotte. Russland, so Graf Ignatjew, fühle sich eng im Schwarzen Meer, und müsse die Kontrolle über Konstantinopel sichern. Als Haupthindernis für die slawische Einheit nannte er die Polen mit ihrem katholischen Fanatismus, Anlehnung an den Westen und Hass gegen die Orthodoxen, und die Magyaren, die in Wien herrschen (vgl. Andrássy). Was der Graf am stärksten befürchtete, war eine ungarisch-rumänisch-slawische Konföderation unter der Leitung des Westens und ein starker Einfluss Österreich-Ungarns auf die Serben und Bulgaren sowie die Stärkung der Polen. Nach dem Zerfall des Türkischen Reiches wäre ein Bündnis nach Art des Norddeutschen Bundes 1868–71 mit der Beteiligung Russlands und mit Konstantinopel als Hauptstadt am günstigsten für die russischen Interessen. Mit Bezug auf Rumänien äußerte sich der Graf, dass das Misstrauen gegenüber ihm für uns obligatorisch ist, dass die rumänischen Interesse den slawischen zuwiderlaufen und schlägt vor, zur Befriedigung des Ehrgeizes Österreich-Ungarns, auf keinen Fall Bosnien und Herzegowina abzutreten, sondern die Walachei mit dem Fluss Seret als Grenze.
Der Graf zeigte sich um die Zukunft der orthodoxen Völker auf der Balkanhalbinsel besorgt. Die gesellschaftliche Entwicklung, die Verbreitung der Bildung und das Aufwecken materieller Interesse treiben sie, so Graf Nikolai Ignatjew, zur Annäherung an und der Bekanntschaft mit dem Westen. Er befürchtete, dass die Ideen des Fortschritts in die Massen eindringen und den vormaligen Typ von Leuten verändern. Der Graf bedauerte, dass der Geist der Jünglinge nicht an uns, sondern an den Westen gewandt ist. Die katholische Propaganda, die polnischen Einwanderer und die in letzter Zeit allzu verbreiteten Freimaurerlogen, so der Graf, sorgten für die Abwendung der balkanischen Völker von Russland.

## Gedenken
Nach Graf Nikolai Pawlowitsch Ignatjew sind mehrere Orte in Bulgarien benannt, darunter: Graf-Ignatjew-Straße, eine der Hauptstraßen in Sofia, das Dorf Graf Ignatiewo in der Gemeinde Mariza sowie das Dorf Ignatiewo in der Oblast Warna. Ferner ist er Namensgeber für den Mount Ignatiev in der Antarktis.